# Sunday Bloody Sunday (film)
Sunday Bloody Sunday is een Britse dramafilm uit 1971 onder regie van John Schlesinger.

## Verhaal
Bob Elkin heeft een homoseksuele relatie met de Joodse arts Daniel Hirsh en een heteroseksuele relatie met de jonge vrouw Alex Greville. Zijn beide geliefden weten over de andere, maar ze tolereren de situatie uit angst om Bob te verliezen.

## Rolverdeling
| Acteur          | Personage        |
| --------------- | ---------------- |
| Peter Finch     | Dr. Daniel Hirsh |
| Glenda Jackson  | Alex Greville    |
| Murray Head     | Bob Elkin        |
| Peggy Ashcroft  | Mrs. Greville    |
| Tony Britton    | George Harding   |
| Maurice Denham  | Mr. Greville     |
| Bessie Love     | Telefoniste      |
| Vivian Pickles  | Alva Hodson      |
| Frank Windsor   | Bill Hodson      |
| Thomas Baptiste | Professor Johns  |